# Otto von Axen

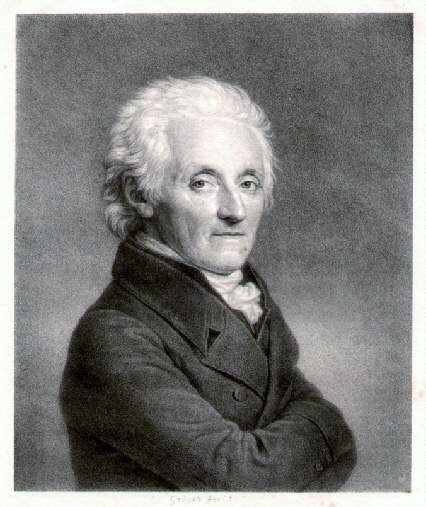
Otto von Axen

Otto von Axen (* 26. Juni 1757 in Hamburg; † 7. Dezember 1831) war ein deutscher Kaufmann, Freimaurer und Mitglied des bürgerschaftlichen Collegiums der Oberalten.

## Familie
Otto von Axen entstammt einer alteingesessenen Hamburger Bürgerfamilie, die sich seit 1680 urkundlich nachweisen lässt.
Sein Vater Jakob von Axen war Kaufmann und Bürgerkapitän. Seine Schwester Engel Christine Westphalen (geborene von Axen) machte sich als Dichterin einen Namen. Otto von Axen hatte einen älteren Bruder Jacob geboren am 3. August 1748, verstorben am 2. August 1807 und verheiratet mit Katharina Margaretha Geysmer.

## Wirken als Bürger
Otto von Axen führte eine Handlung für Kunst- und Industrieproduktionen aller Art. Als Autodidakt beschäftigte er sich mit praktischen Wissenschaften, Literatur und Philosophie. Er war mit der Verfassung Hamburgs vertraut und kümmerte sich um öffentliche Angelegenheiten von Gemeinde und Kirche.

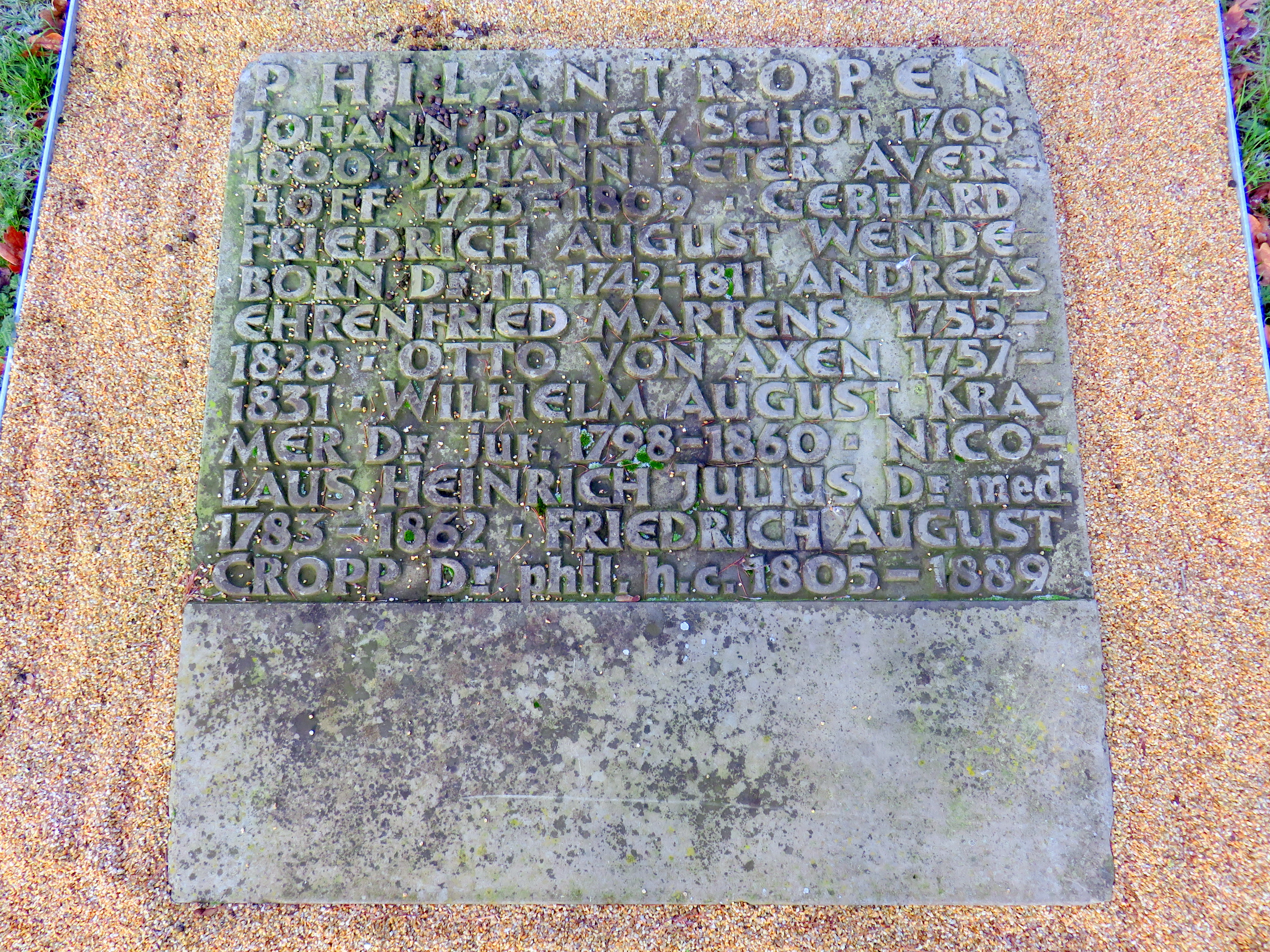
Otto von Axen, Sammelgrab „Philantropen“, Friedhof Ohlsdorf

Besondere Achtung der Hamburger erwarb er sich in der Hamburger Franzosenzeit (1806–1814), als die Hansestadt unter französischer Besatzung und Eingliederung in das französische Kaiserreich litt. Während der Gewaltherrschaft übernahm er den undankbaren Posten eines Maire-Adjoints (1811–1813) und die Leitung aller Hospitäler der Stadt. Den Orden der Ehrenlegion, der ihm in diesem Zusammenhang von der Besatzungsmacht verliehen werden sollte, lehnte er ab. Während der Belagerung der Stadt wich er in das benachbarte Altona aus. Dort bemühte er sich, als Präsident eines Hülfsvereins die Not vertriebener und geflüchteter Hamburger zu lindern. Nach der Befreiung Hamburgs 1814 kehrte in die Stadt zurück und wurde in das – nach der Verfassung erste – bürgerschaftliche Kollegium der Oberalten gewählt.
In seinen letzten Lebensjahren nahm er sich der notleidenden Finanzen des Hamburger Stadttheaters an und trug dazu bei, es vor dem Ruin zu bewahren.
Auf dem Ohlsdorfer Friedhof wird auf der Sammelgrabplatte „Philantropen“ des Althamburgischen Gedächtnisfriedhofs unter anderem an Otto von Axen erinnert.
Die Von-Axen-Straße in Barmbek-Süd ist seinem Andenken gewidmet.

## Wirken als Freimaurer
Seit 1784 gehörte Axen den Freimaurern an. Von 1774 bis 1804 amtierte er als Meister vom Stuhl der Loge Absalom. Von 1816 bis 1824 war er deputierter Großmeister der Grossen Loge von Hamburg. Er erwarb sich Verdienste um den Bau eines neuen Logenhauses und die Errichtung eines Krankeninstituts der Freimaurer.

## Sekundärliteratur
- Otto Beneke: Einige Nachrichten über die Hamburger Familie von Axen, Gutenberg, Berlin 1900, Digitalisat.
- Friedrich Georg Buek: 418. Otto von Axen. In: Die Hamburgischen Oberalten, ihre bürgerliche Wirksamkeit und ihre Familien. Perthes-Besser & Mauke, Hamburg 1857, S. 304–307, Digitalisat.
- von Axen. In: K[arl] W[ilhelm] Böttiger (Hrsg.): Literarische Zustände und Zeitgenossen. In Schilderungen aus Karl Aug. Böttiger’s handschriftlichem Nachlasse. 2. Bd. (Aus K.A. Böttigers Reisetagebüchern. Aus Böttigers Reise nach Hamburg 1795), F.A. Brockhaus, Leipzig 1838, S. 38–47, Digitalisat